# Pylones

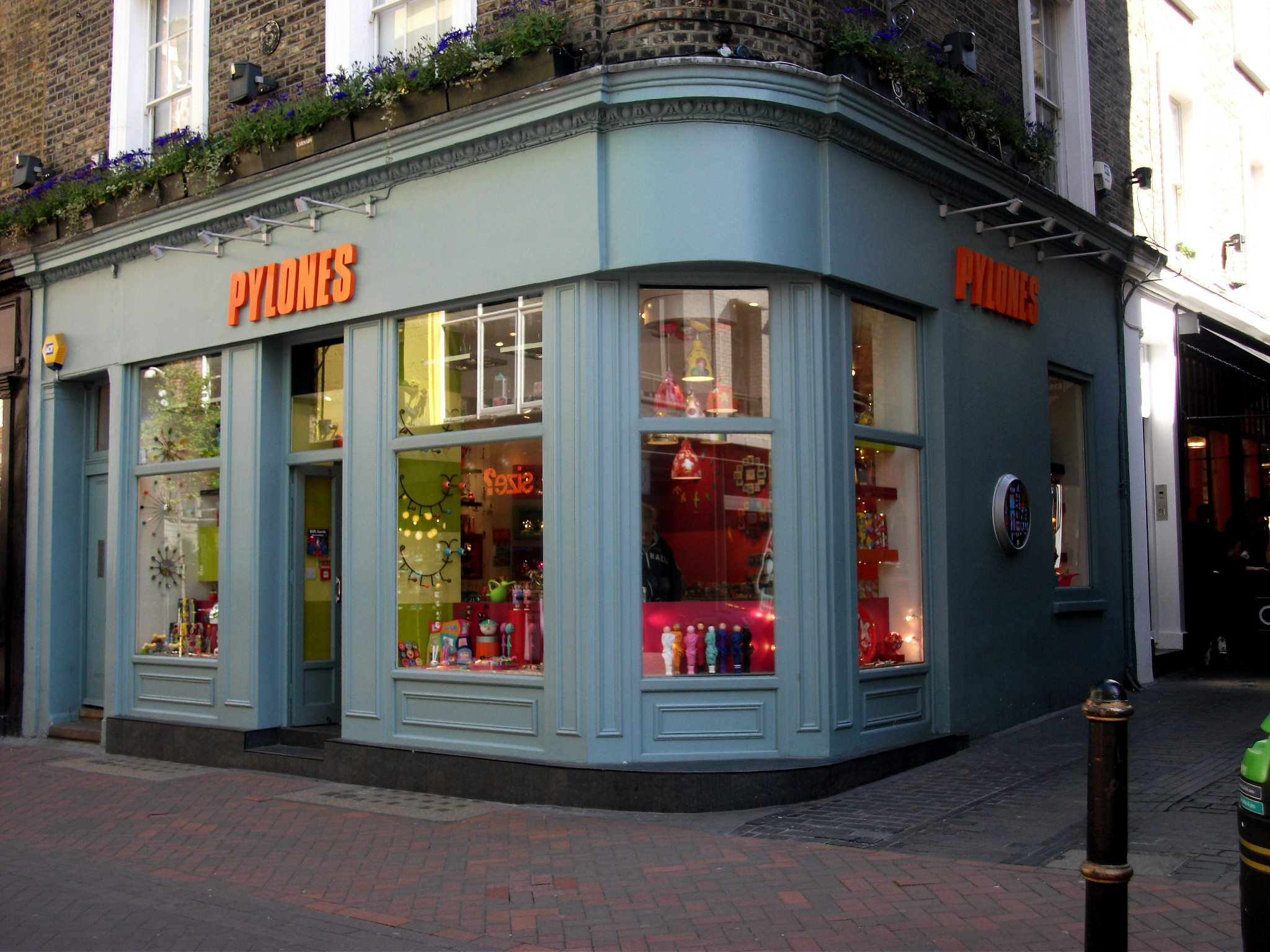
Pylones-Shop in London

Pylones ist eine französische Marke, die exklusives Design in Eigenproduktion und Einzelhandel in eigener Kette betreibt. Pylones betreibt 110 Geschäfte in 20 Ländern in Europa, dem Nahen Osten, Asien, Südamerika und Südafrika.

## Geschichte
Pylones wurde 1985 in Paris von Jacques und Léna Guillemet gegründet.